# Budgetpromenaden

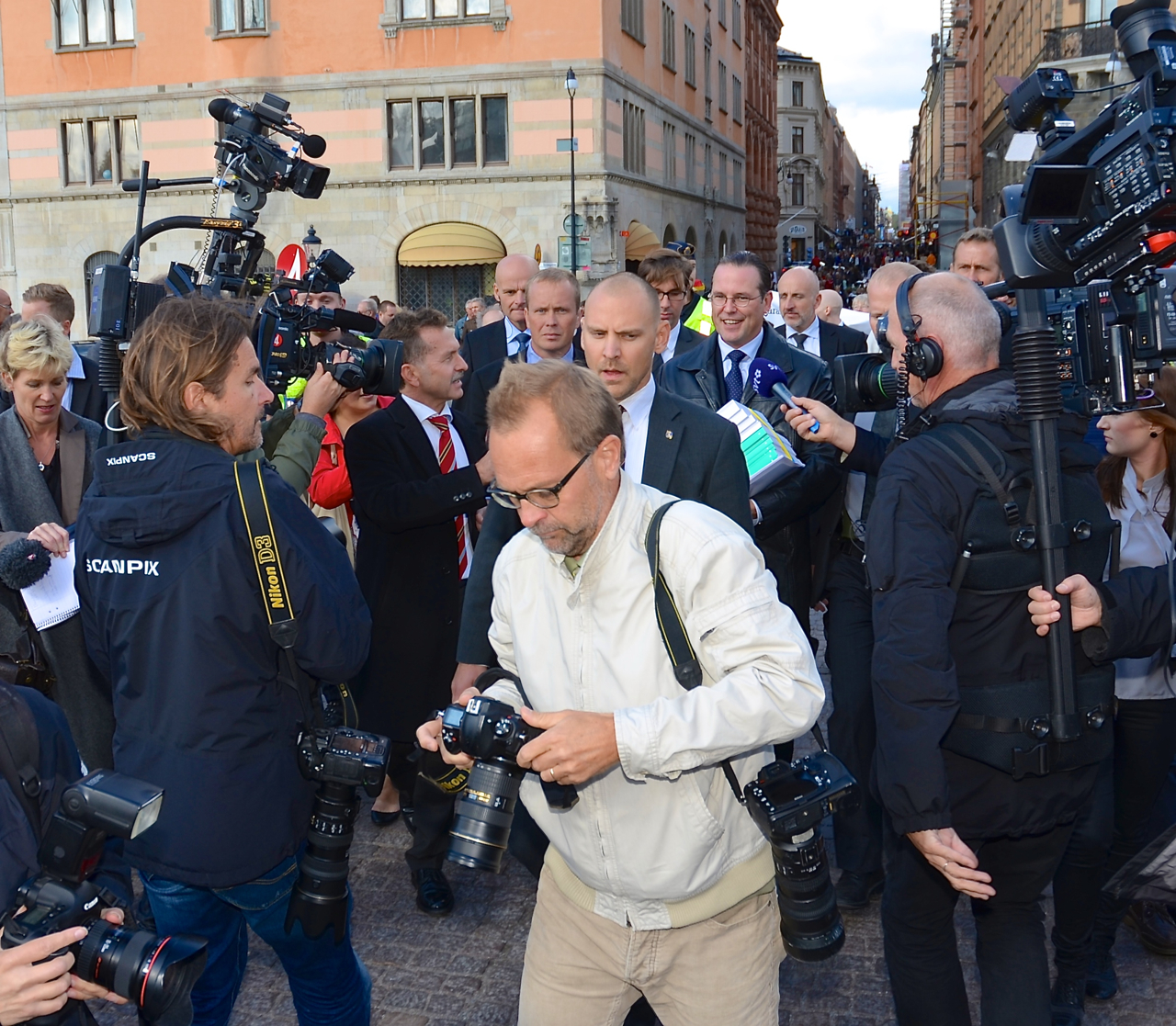
Finansminister Anders Borg under budgetpromenaden den 20 september 2011.

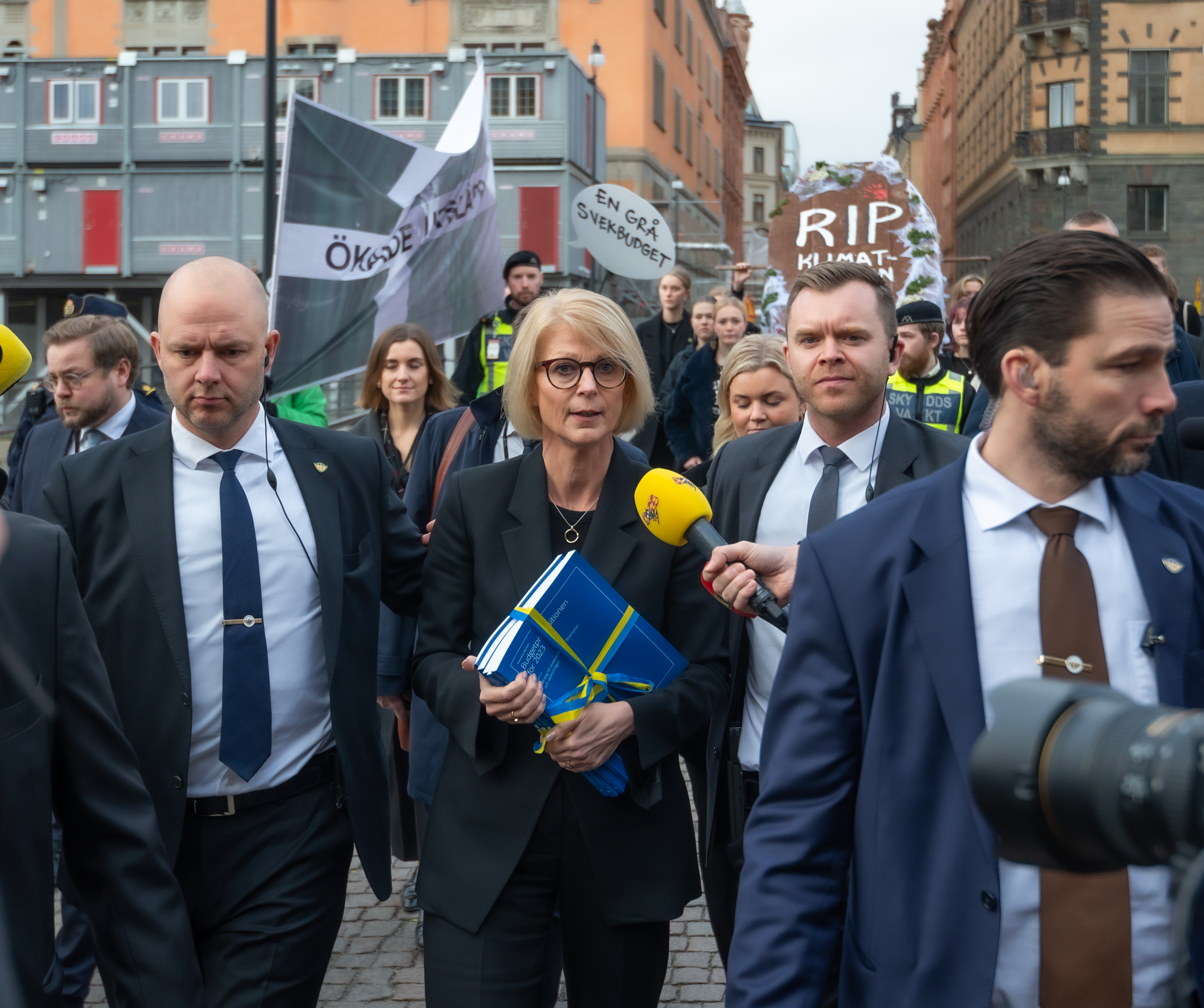
Finansminister Elisabeth Svantesson under budgetpromenaden den 8 november 2022 med sin och regeringen Kristerssons första budget.

Budgetpromenaden är en traditionell procession där finansministern i samband med att regeringen lägger fram sin budgetproposition promenerar med en kopia av propositionen från Finansdepartementet till Sveriges riksdag, en sträcka på cirka 400 meter.
Ministern följs av ett stort uppbåd av journalister och olika politiska aktivister och händelsen brukar ges omfattande bevakning i svensk media. Ibland inträffar även mindre incidenter, som i april 2001 när en 21-årig man slängde en tårta på dåvarande finansminister Bosse Ringholm.
Den fysiska budgetpropositionen har traditionellt levererats i pappersform, kallad "den nådiga luntan". Senare socialdemokratiska regeringar har gjort en poäng av att använda digitala lagringsmedia som CD-skivor från 1996, och senare USB-minnen. När Sverige fick en borgerlig regering år 2006 valde nya finansministern Anders Borg att återgå till pappersluntan. Under budgetpromenaden 2017 bar finansminister Magdalena Andersson en papperslunta på totalt 3 906 sidor, som vägde 10,5 kg.

## Några budgetpromenader
- 10 januari 1992 - Anne Wibble låter sin hund Plexi bära budgeten i munnen.[2]
- 20 september 1999 - Bosse Ringholms första budgetproposition levereras som både CD-rom och papperslunta.[3]
- 17 april 2001 - En 21-åring manlig demonstrant träffar Bosse Ringholm med en tårta.[4]
- 14 april 2005 - Pär Nuders första budgetpromenad, propositionen levererades som CD-skiva.
- 20 september 2005 - Nuder ersätter CD-skivan med ett USB-minne som han går med i ett blått band runt halsen.
- 16 oktober 2006 - Anders Borg lämnar sin första budget i form av ett antal pappersluntor med lila pärmar.[5]
- 23 oktober 2014 - Magdalena Andersson lämnar sin första budget.
- 8 november 2022 - Elisabeth Svantesson lämnar sin första budget.